# Ronde van Italië 2023/Eerste etappe
De eerste etappe van de Ronde van Italië 2023 werd verreden op 6 mei. Het betrof een individuele tijdrit tussen Fossacesia en Ortona. Deze etappe werd gewonnen door Remco Evenepoel. Met het tijdsverschil zette hij zijn concurrenten voor de eindzege gelijk op afstand. Hij had tevens een gemiddelde snelheid van 55 kilometer per uur. De tijdrit kende twee meetpunten en was nagenoeg vlak. Door de overwinning werd hij de eerste Belgische rozetruidrager sinds Rik Verbrugghe in 2001.

## Uitslagen
| Fossacesia - Ortona (19,6 km) |                    |                   |        |
| Plaats                        | Naam               | Ploeg             | tijd   |
| Winnaar                       | Remco Evenepoel    | Soudal-Quick Step | 21'18" |
| 2                             | Filippo Ganna      | INEOS Grenadiers  | + 22"  |
| 3                             | João Almeida       | UAE Team Emirates | + 29"  |
| 4                             | Tao Geoghegan Hart | INEOS Grenadiers  | + 40"  |
| 5                             | Stefan Küng        | Groupama-FDJ      | + 43"  |
| 6                             | Primož Roglič      | Jumbo-Visma       | z.t.   |
| 7                             | Jay Vine           | UAE Team Emirates | + 46"  |
| 8                             | Brandon McNulty    | UAE Team Emirates | + 48"  |
| 9                             | Geraint Thomas     | INEOS Grenadiers  | + 55"  |
| 10                            | Aleksandr Vlasov   | Bora-hansgrohe    | z.t.   |

| Algemeen klassement |                    |                   |        |
| Plaats              | Naam               | Ploeg             | Tijd   |
| Roze trui           | Remco Evenepoel    | Soudal-Quick Step | 21'18" |
| 2                   | Filippo Ganna      | INEOS Grenadiers  | + 22"  |
| 3                   | João Almeida       | UAE Team Emirates | + 29"  |
| 4                   | Tao Geoghegan Hart | INEOS Grenadiers  | + 40"  |
| 5                   | Stefan Küng        | Groupama-FDJ      | + 43"  |
| 6                   | Primož Roglič      | Jumbo-Visma       | z.t.   |
| 7                   | Jay Vine           | UAE Team Emirates | + 46"  |
| 8                   | Brandon McNulty    | UAE Team Emirates | + 48"  |
| 9                   | Geraint Thomas     | INEOS Grenadiers  | + 55"  |
| 10                  | Aleksandr Vlasov   | Bora-hansgrohe    | z.t.   |

1e etappe ·
2e etappe ·
3e etappe ·
4e etappe ·
5e etappe ·
6e etappe ·
7e etappe ·
8e etappe ·
9e etappe ·
10e etappe ·
11e etappe ·
12e etappe ·
13e etappe ·
14e etappe ·
15e etappe ·
16e etappe ·
17e etappe ·
18e etappe ·
19e etappe ·
20e etappe ·
21e etappe
Startlijst · Eindstanden · Afbeeldingen